# Victoire de Lambilly
Marie-Victoire de Lambilly, comtesse de La Villirouët, née le 27 avril 1767 à Rennes et morte le 12 juillet 1813 à Lamballe, serait la première femme de France à plaider devant la Commission militaire de Paris.

## Biographie
Fille de Pierre de Lambilly, marquis de Baud-Kerveno, baron de Kergroix, vicomte du Broutay, et de Françoise de La Forest d'Armaillé, elle épouse, le 12 juin 1787 à Rennes, Jean Baptiste Mouësan de La Villirouët. Elle apporte en dot les seigneuries de Locminé, Moustoir-Ac et Remungol.
Sous la Révolution française, son mari est emprisonné à Lamballe entre 1793 et 1795, puis de nouveau arrêté par la police révolutionnaire et jugé à Paris devant une commission militaire en 1799, pour « désertion », à la suite de son émigration pendant la Révolution. De retour d'Angleterre, il encourt l'exécution. Lors de son procès, Victoire de Lambilly obtient du président du tribunal l'autorisation exceptionnelle d'assurer elle-même la défense de son époux, plaidant seule devant la commission, et réussit à obtenir son acquittement à l'unanimité. 
À partir de 1800, radiée de la liste des émigrés par l'intermédiaire de Joseph Fouché, la famille de la comtesse séjourne à Nantouillet. La comtesse a l'occasion de rencontrer l'impératrice Joséphine le 17 mars 1810 et Napoléon le 1er juillet suivant.
Elle est considérée comme la première femme avocate de Bretagne et de France,.

## Sources
1. ↑  Une Lamballaise pionnière parmi les femmes de Droit, Le Télégramme, 8 mars 2021
2. ↑  « Première avocate de France », Comtesse de la Villirouët une héroïne lamballaise, Ouest-France, 7/03/2021

- Xavier de Bellevue, Une femme avocat, épisodes de la Révolution à Lamballe et à Paris : mémoires de la comtesse de La Villirouët, née de Lambilly (1767-1813),  1902
- "La citoyenne Villirouet", in Vieilles maisons, vieux papiers, 3e série.
- "Marie-Victoire de Lambilly, comtesse de la Villirouët 1767-1813", in Personnalités lamballaises au cours des âges, Les Amis de Lamballe et du Penthièvre, 2015, pp. 233-236